# Riudaura
Riudaura est une commune de la province de Gérone, en Catalogne, (Espagne) dans la comarque de Garrotxa.
Riudaura est un petit village de montagne avec un fort caractère. Conserve de nombreuses traditions et ses habitants sont fiers de leur héritage et d'être catalans.

## Géographie
commune située dans les Pyrénées

## Histoire
Le monastère est documenté depuis 853, l'épisode historique plus important de la commune est la signature du traité de paix deles guerres carloines en 1877, à l'auberge de "la corde".

## Démographie
la population a diminué ces dernières années, en raison de l'exode rural en Catalogne durant la seconde moitié du XXe siècle.
Il y a actuellement 410 habitants.

## Lieux et monuments
Santa Maria (anciennement abbaye).
Vieille Ville.
L'environnement naturel.